# ما فرشته نیستیم (مجموعه تلویزیونی)
ما فرشته نیستیم مجموعه تلویزیونی که در ابتدای نوروز ۱۳۹۳ از شبکه تهران پخش شد.

## داستان
«در روزهای قبل از عید زندانیان برای گرفتن مرخصی تلاش زیادی می‌کنند و به برخی از آنها مرخصی داده می‌شود اما در این بین ۴ نفر از آنها که بیشترین استحقاق برای دریافت مرخصی داشتند با مرخصی شان موافقت نمی‌شود و بدین‌ترتیب اتفاقات تازه ای آغاز می‌شود …

## بازیگران
- سولماز آقمقانى سحر دختر منصور
- برزو ارجمند مجید محسنی
- نرگس محمدی
- علی صادقی سعید شالیزه
- فاطمه گودرزی مادر سعید
- غلامحسین لطفی
- محمد رضا شریفی نیا منصور اجاقی
- گوهر خیراندیش پری آق بولاغی
- شهره لرستانی
- داریوش موفق
- علی آقایی